# توماس غروسير
توماس غروسير (بالألمانية: Thomas Grosser)‏ هو لاعب كرة قدم ألماني في مركز الوسط، ولد في 10 أبريل 1965 في ميونخ في ألمانيا، وتوفي في 12 فبراير 2008 في أونترهاخينغ في ألمانيا بسبب نوبة قلبية. لعب مع نادي أونترهاخينغ.

## وصلات خارجية
- توماس غروسير على موقع بيانات كرة القدم. دي إي (الألمانية)
- توماس غروسير على موقع عالم كرة القدم.نت (الإنجليزية)